# Le Chiffon rouge
Le Chiffon rouge est une chanson revendicative écrite en 1977 par Maurice Vidalin, mise en musique et chantée par Michel Fugain.

## Historique
Elle est créée le 18 juin 1977 au Havre dans le cadre du programme « Juin dans la rue, mois de la jeunesse ».
Elle est populaire dans les luttes sociales jusque dans les années 1980 et sert notamment d'indicatif à la radio Lorraine cœur d'acier.

## Paroles
| Accroche à ton cœur un morceau de chiffon rouge Une fleur couleur de sang Si tu veux vraiment que ça change et que ça bouge Lève-toi car il est temps Allons droit devant vers la lumière En levant le poing et en serrant les dents Nous réveillerons la terre entière Et demain, nos matins chanteront Compagnon de colère, compagnon de combat Toi que l’on faisait taire, toi qui ne comptais pas Tu vas pouvoir enfin le porter Le chiffon rouge de la liberté Car le monde sera ce que tu le feras Plein d’amour de justice et de joie | Accroche à ton cœur un morceau de chiffon rouge Une fleur couleur de sang Si tu veux vraiment que ça change et que ça bouge Lève-toi car il est temps Tu crevais de faim dans ta misère Tu vendais tes bras pour un morceau de pain Mais ne crains plus rien, le jour se lève Et il fera bon vivre demain Compagnon de colère, compagnon de combat Toi que l’on faisait taire, toi qui ne comptais pas Tu vas pouvoir enfin le porter Le chiffon rouge de la liberté Car le monde sera ce que tu le feras Plein d’amour de justice et de joie |